# 尼泊爾虎棋
尼泊爾虎棋（Bagh-Chal），是流行於尼泊爾地區老虎棋類。

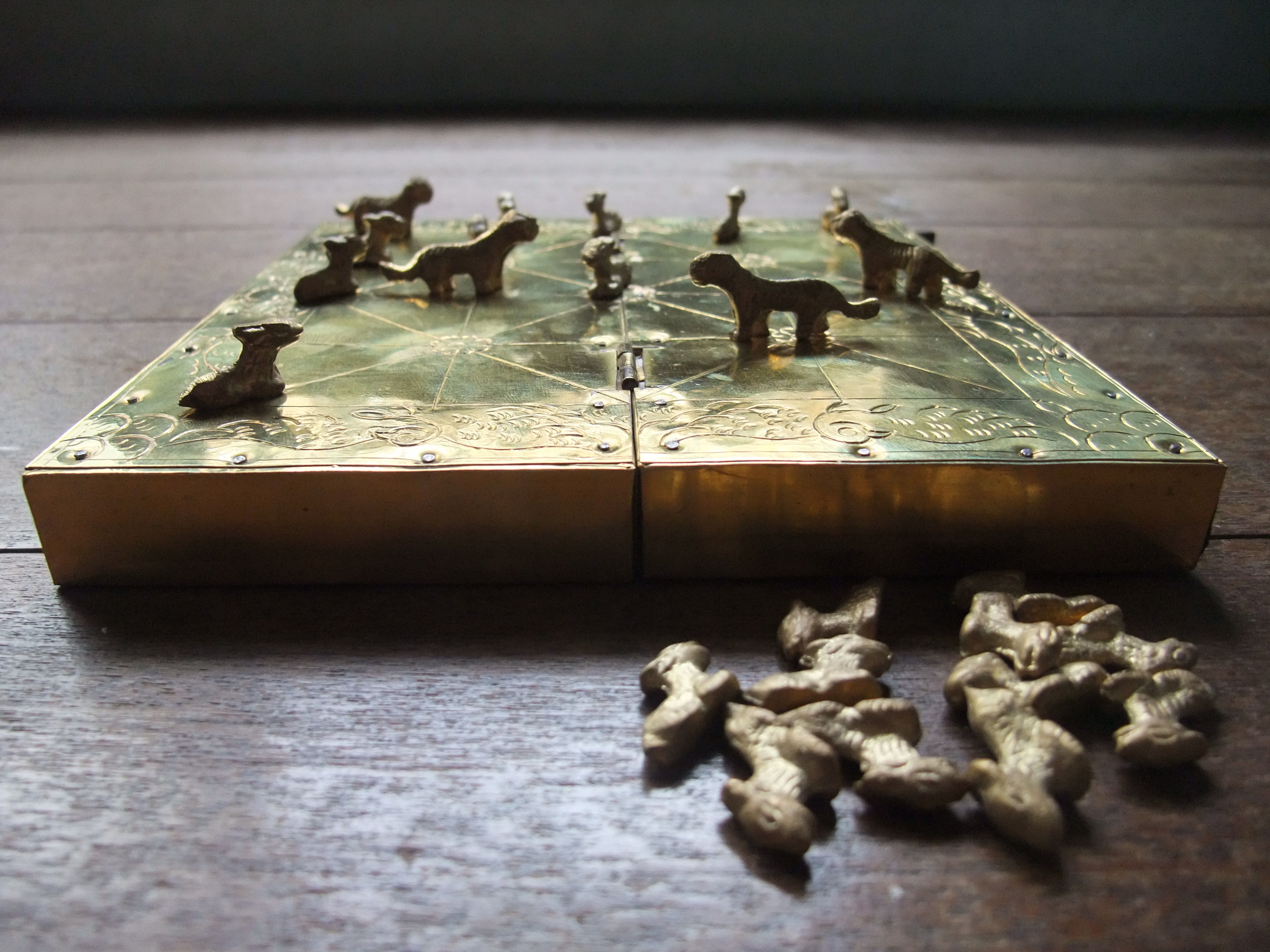
尼泊爾虎棋

## 棋具
- 棋盤為五橫五豎的橫縱線交叉，另有東南-西北向、西南-東北向的斜線各三條，組成共二十五個棋點。

- 分為兩方：羊方、虎方。
  - 羊方：有二十枚稱為羊的棋子。
  - 虎方：有四枚稱為虎的棋子。

## 棋規
- 棋子皆放在棋點。

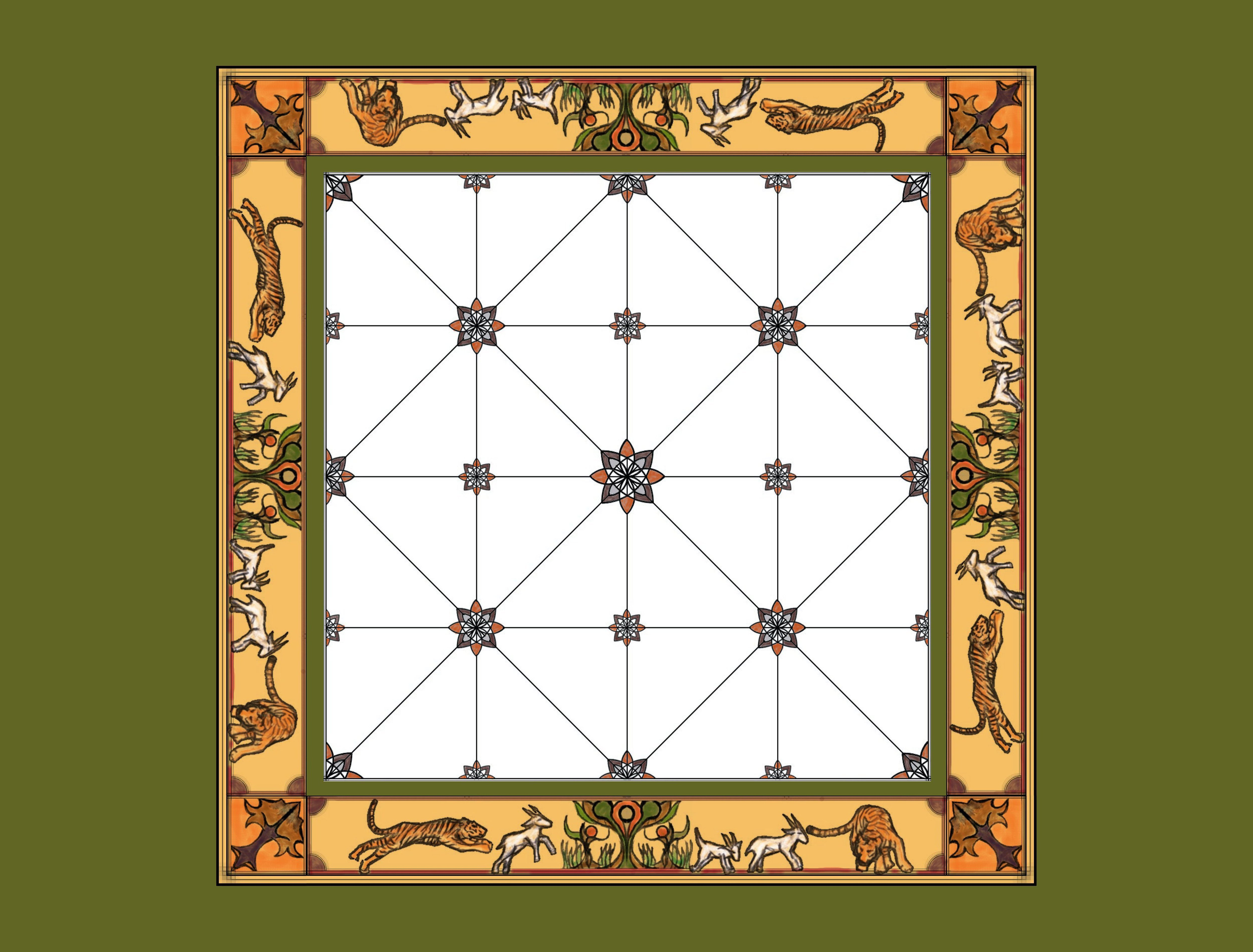
尼泊爾虎棋棋盤

- 四枚虎棋子皆放在棋盤的四角落。羊棋子則先置於羊方手邊。

- 羊方先行。

- 羊方可能有二種行動，以落子為優先，當所有己棋都已不在手邊方可移子：
  - 落子：將一枚己棋置於空棋點處。
  - 移子：沿線任移動一己子到空鄰點。

- 虎方能選擇以下兩種行動之一：
  - 移子：沿線任移動一己子到空鄰點。
  - 吃子：沿線跳過一枚鄰點的羊棋子落到同方向的緊連空點，然後把被跳過的敵棋移出棋盤不再使用，可以連跳吃。

- 虎方以吃羊棋子五枚獲勝。羊方以讓所有虎棋不能移動獲勝。[1]

## 外部連結
- 遊戲介紹 （页面存档备份，存于）
- 遊戲下載
- 線上遊戲
- 尼泊爾虎棋 線上玩 （页面存档备份，存于）